# Liste der Deutschen Hallenmeister im Kugelstoßen
Die Liste der Deutschen Hallenmeister im Kugelstoßen enthält alle Leichtathleten und Leichtathletinnen, die das Kugelstoßen bei Deutschen Leichtathletik-Hallenmeisterschaften gewannen.

## Männer
| Hallenmeister in der BRD                         | Hallenmeister in der DDR                    |
| ------------------------------------------------ | ------------------------------------------- |
| 1954: Werner Eckert (TV Wehr)                    |                                             |
| 1955: Hermann Lingnau (TK Hannover)              |                                             |
| 1956: Hermann Lingnau (TK Hannover)              |                                             |
| 1957: Hermann Lingnau (Hannover 96)              |                                             |
| 1958: Hermann Lingnau (Hannover 96)              |                                             |
| 1959: Hermann Lingnau (TuS Rot-Weiß Koblenz)     |                                             |
| 1960: Hermann Lingnau (FSV Frankfurt)            |                                             |
| 1961: Hermann Lingnau (FSV Frankfurt)            |                                             |
| 1962: Dietrich Urbach (TSV 1860 München)         |                                             |
| 1963: Dietrich Urbach (TSV 1860 München)         |                                             |
| 1964: Dietrich Urbach (TSV 1860 München)         | Rudolf Langer (SC Aufbau Magdeburg)         |
| 1965: Heinfried Birlenbach (Sportfreunde Siegen) | Dieter Hoffmann (ASK Vorwärts Berlin)       |
| 1966: Heinfried Birlenbach (Sportfreunde Siegen) | Dieter Hoffmann (ASK Vorwärts Potsdam)      |
| 1967: Heinfried Birlenbach (Sportfreunde Siegen) | Hans-Peter Gies (SC Dynamo Berlin)          |
| 1968: Heinfried Birlenbach (Sportfreunde Siegen) | Uwe Grabe (SC Cottbus)                      |
| 1969: Heinfried Birlenbach (Sportfreunde Siegen) | Hartmut Briesenick (SC Dynamo Berlin)       |
| 1970: Heinfried Birlenbach (Sportfreunde Siegen) | Hartmut Briesenick (SC Dynamo Berlin)       |
| 1971: Ralf Reichenbach (OSC Berlin)              | Hartmut Briesenick (SC Dynamo Berlin)       |
| 1972: Ferdinand Schladen (LC Bonn)               | Hartmut Briesenick (SC Dynamo Berlin)       |
| 1973: Ferdinand Schladen (LC Bonn)               | Gerd Lochmann (SC Dynamo Berlin)            |
| 1974: Gerhard Steines (TV Wattenscheid)          | Heinz-Joachim Rothenburg (SC Dynamo Berlin) |
| 1975: Ferdinand Schladen (LG Bonn/Troisdorf)     | Peter Hlawatschke (SC Empor Rostock)        |
| 1976: Ferdinand Schladen (LG Bonn/Troisdorf)     | Heinz-Joachim Rothenburg (SC Dynamo Berlin) |
| 1977: Ralf Reichenbach (OSC Berlin)              | Matthias Schmidt (SC Motor Jena)            |
| 1978: Gerhard Steines (TV Wattenscheid)          | Matthias Schmidt (SC Motor Jena)            |
| 1979: Gerhard Steines (LG Frankfurt)             | Matthias Schmidt (SC Motor Jena)            |
| 1980: Joachim Krug (ASV Köln)                    | Udo Beyer (ASK Vorwärts Potsdam)            |
| 1981: Joachim Krug (LG Bayer Leverkusen)         | Peter Block (SC Neubrandenburg)             |
| 1982: Joachim Krug (LG Bayer Leverkusen)         | Hans-Jürgen Jacobi (SC Turbine Erfurt)      |
| 1983: Andreas Beirowski (LG Bayer Leverkusen)    | Ulf Timmermann (TSC Berlin)                 |
| 1984: Udo Gelhausen (LG Bayer Leverkusen)        | Peter Block (SC Neubrandenburg)             |
| 1985: Udo Gelhausen (LG Bayer Leverkusen)        | Ulf Timmermann (TSC Berlin)                 |
| 1986: Karsten Stolz (TV Wattenscheid)            | Ulf Timmermann (TSC Berlin)                 |
| 1987: Udo Gelhausen (LG Bayer Leverkusen)        | Ulf Timmermann (TSC Berlin)                 |
| 1988: Karsten Stolz (TV Wattenscheid)            | Ulf Timmermann (TSC Berlin)                 |
| 1989: Karsten Stolz (TV Wattenscheid)            | Ulf Timmermann (TSC Berlin)                 |
| 1990: Karsten Stolz (TV Wattenscheid)            | Ulf Timmermann (TSC Berlin)                 |
| Gesamtdeutsche Hallenmeister seit 1991           |                                             |
| 1991: Oliver-Sven Buder (SC Chemnitz)            |                                             |
| 1992: Oliver-Sven Buder (TV Wattenscheid)        |                                             |
| 1993: Oliver-Sven Buder (TV Wattenscheid)        |                                             |
| 1994: Oliver-Sven Buder (TV Wattenscheid)        |                                             |
| 1995: Oliver-Sven Buder (TV Wattenscheid)        |                                             |
| 1996: Oliver-Sven Buder (TV Wattenscheid)        |                                             |
| 1997: Oliver-Sven Buder (TV Wattenscheid)        |                                             |
| 1998: Oliver-Sven Buder (TV Wattenscheid)        |                                             |
| 1999: Michael Mertens (LG Göttingen)             |                                             |
| 2000: Oliver-Sven Buder (TV Wattenscheid)        |                                             |
| 2001: René Sack (LAZ Leipzig)                    |                                             |
| 2002: Detlef Bock (SCC Berlin)                   |                                             |
| 2003: Ralf Bartels (SC Neubrandenburg)           |                                             |
| 2004: Ralf Bartels (SC Neubrandenburg)           |                                             |
| 2005: Andy Dittmar (LG Ohra-Hörselgas)           |                                             |
| 2006: Ralf Bartels (SC Neubrandenburg)           |                                             |
| 2007: Peter Sack (LAZ Leipzig)                   |                                             |
| 2008: Peter Sack (LAZ Leipzig)                   |                                             |
| 2009: Ralf Bartels (SC Neubrandenburg)           |                                             |
| 2010: Ralf Bartels (SC Neubrandenburg)           |                                             |
| 2011: David Storl (LAC Erdgas Chemnitz)          |                                             |
| 2012: David Storl (LAC Erdgas Chemnitz)          |                                             |
| 2013: Ralf Bartels (SC Neubrandenburg)           |                                             |
| 2014: David Storl (LAC Erdgas Chemnitz)          |                                             |
| 2015: David Storl (SC DHfK Leipzig)              |                                             |
| 2016: Tobias Dahm (VfL Sindelfingen)             |                                             |
| 2017: David Storl (SC DHfK Leipzig)              |                                             |
| 2018: David Storl (SC DHfK Leipzig)              |                                             |
| 2019: David Storl (SC DHfK Leipzig)              |                                             |
| 2020: David Storl (SC DHfK Leipzig)              |                                             |
| 2020: David Storl (SC DHfK Leipzig)              |                                             |

## Frauen
| Hallenmeisterinnen in der BRD                             | Hallenmeisterinnen in der DDR                       |
| --------------------------------------------------------- | --------------------------------------------------- |
| 1954: Marlene Biedermann (VfL Gladbeck)                   |                                                     |
| 1955: Marianne Werner, geb. Schulze-Entrup (SC Greven 09) |                                                     |
| 1956: Marianne Werner, geb. Schulze-Entrup (SC Greven 09) |                                                     |
| 1957: Marianne Werner, geb. Schulze-Entrup (SC Greven 09) |                                                     |
| 1958: Marianne Werner, geb. Schulze-Entrup (SC Greven 09) |                                                     |
| 1959: Marianne Werner, geb. Schulze-Entrup (SC Greven 09) |                                                     |
| 1960: Sigrun Grabert (SV 03 Tübingen)                     |                                                     |
| 1961: Brigitte Bulla (OSC Berlin)                         |                                                     |
| 1962: Sigrun Grabert (SV 03 Tübingen)                     |                                                     |
| 1963: Sigrun Kofink, geb. Grabert (SV 03 Tübingen)        |                                                     |
| 1964: Marlene Klein (LGO Euskirchen)                      | Renate Garisch-Culmberger (SC Empor Rostock)        |
| 1965: Marlene Klein (TSC Euskirchen)                      | Renate Garisch-Culmberger (SC Empor Rostock)        |
| 1966: Marlene Klein (TSC Euskirchen)                      | Margitta Gummel, geb. Helmbold (SC DHfK Leipzig)    |
| 1967: Marlene Fuchs, geb. Klein (TSC Euskirchen)          | Ingeburg Friedrich (SC Turbine Erfurt)              |
| 1968: Marlene Fuchs, geb. Klein (TSC Euskirchen)          | Margitta Gummel, geb. Helmbold (SC DHfK Leipzig)    |
| 1969: Marlene Fuchs, geb. Klein (TSC Euskirchen)          | Ingeburg Friedrich (SC Turbine Erfurt)              |
| 1970: Marlene Fuchs, geb. Klein (TSC Euskirchen)          | Hannelore Friedel (SC Motor Jena)                   |
| 1971: Marlene Fuchs, geb. Klein (TSC Euskirchen)          | Margitta Gummel, geb. Helmbold (SC DHfK Leipzig)    |
| 1972: Liesel Westermann (TuS 04 Leverkusen)               | Marianne Adam (SC Dynamo Berlin)                    |
| 1973: Sigrun Kofink, geb. Grabert (LG Tübingen)           | Marita Lange (SC Chemie Halle)                      |
| 1974: Eva Wilms (Sport-Union Annen)                       | Marianne Adam (SC Dynamo Berlin)                    |
| 1975: Eva Wilms (ESV Neuaubing)                           | Marianne Adam (SC Dynamo Berlin)                    |
| 1976: Eva Wilms (ESV Neuaubing)                           | Marianne Adam (SC Dynamo Berlin)                    |
| 1977: Eva Wilms (LAC Quelle Fürth)                        | Ilona Slupianek, geb. Schoknecht (SC Dynamo Berlin) |
| 1978: Eva Wilms (LAC Quelle Fürth)                        | Margitta Droese (SC Motor Jena)                     |
| 1979: Eva Wilms (LAC Quelle Fürth)                        | Ilona Slupianek, geb. Schoknecht (SC Dynamo Berlin) |
| 1980: Eva Wilms (LAC Quelle Fürth)                        | Ilona Slupianek, geb. Schoknecht (SC Dynamo Berlin) |
| 1981: Cornelia Sulek (LAC Quelle Fürth)                   | Ilona Slupianek, geb. Schoknecht (SC Dynamo Berlin) |
| 1982: Jutta Weide (VfL Sindelfingen)                      | Liane Schmuhl (TSC Berlin)                          |
| 1983: Claudia Losch (LAC Quelle Fürth)                    | Helma Knorscheidt (SC Chemie Halle)                 |
| 1984: Claudia Losch (LAC Quelle Fürth)                    | Ines Müller (SC Empor Rostock)                      |
| 1985: Vera Schmidt (LAC Quelle Fürth)                     | Heike Hartwig (SC Dynamo Berlin)                    |
| 1986: Petra Leidinger (VT Zweibrücken)                    | Heidi Krieger (SC Dynamo Berlin)                    |
| 1987: Claudia Losch (LC Olympiapark München)              | Heike Hartwig (SC Dynamo Berlin)                    |
| 1988: Claudia Losch (LC Olympiapark München)              | Kathrin Neimke (SC Magdeburg)                       |
| 1989: Claudia Losch (LAC Quelle Fürth)                    | Heike Hartwig (SC Dynamo Berlin)                    |
| 1990: Iris Plotzitzka (LAC Quelle Fürth)                  | Astrid Kumbernuss (SC Neubrandenburg)               |
| Gesamtdeutsche Hallenmeisterinnen seit 1991               |                                                     |
| 1991: Stephanie Storp (VfL Wolfsburg)                     |                                                     |
| 1992: Astrid Kumbernuss (SC Neubrandenburg)               |                                                     |
| 1993: Stephanie Storp (VfL Wolfsburg)                     |                                                     |
| 1994: Astrid Kumbernuss (SC Neubrandenburg)               |                                                     |
| 1995: Kathrin Neimke (SC Magdeburg)                       |                                                     |
| 1996: Astrid Kumbernuss (SC Neubrandenburg)               |                                                     |
| 1997: Stephanie Storp (VfL Wolfsburg)                     |                                                     |
| 1998: Nadine Kleinert (SC Magdeburg)                      |                                                     |
| 1999: Nadine Kleinert (SC Magdeburg)                      |                                                     |
| 2000: Nadine Kleinert-Schmitt (SC Magdeburg)              |                                                     |
| 2001: Nadine Kleinert-Schmitt (SC Magdeburg)              |                                                     |
| 2002: Astrid Kumbernuss (SC Neubrandenburg)               |                                                     |
| 2003: Astrid Kumbernuss (SC Neubrandenburg)               |                                                     |
| 2004: Nadine Kleinert (SC Magdeburg)                      |                                                     |
| 2005: Astrid Kumbernuss (SC Neubrandenburg)               |                                                     |
| 2006: Petra Lammert (SC Neubrandenburg)                   |                                                     |
| 2007: Nadine Beckel (ASC Düsseldorf)                      |                                                     |
| 2008: Denise Hinrichs (TV Wattenscheid)                   |                                                     |
| 2009: Denise Hinrichs (TV Wattenscheid)                   |                                                     |
| 2010: Nadine Kleinert (SC Magdeburg)                      |                                                     |
| 2011: Christina Schwanitz (LV 90 Thum)                    |                                                     |
| 2012: Nadine Kleinert (SC Magdeburg)                      |                                                     |
| 2013: Christina Schwanitz (LV 90 Erzgebirge)              |                                                     |
| 2014: Christina Schwanitz (LV 90 Erzgebirge)              |                                                     |
| 2015: Lena Urbaniak (LG Filstal)                          |                                                     |
| 2016: Lena Urbaniak (LG Filstal)                          |                                                     |
| 2017: Christina Schwanitz (LV 90 Erzgebirge)              |                                                     |
| 2018: Alina Kenzel (VfL Waiblingen)                       |                                                     |
| 2019: Christina Schwanitz (LV 90 Erzgebirge)              |                                                     |
| 2020: Alina Kenzel (VfL Waiblingen)                       |                                                     |
| 2021: Christina Schwanitz (LV 90 Erzgebirge)              |                                                     |